# Павлова Алла Євгенівна
Алла Євгенівна Павлова (народилася 13 липня 1952, Вінниця, УРСР, СРСР) — радянська і російська композиторка українського походження. Здобула широку популярність завдяки своїм симфонічним роботам. В даний час проживає в Брукліні, Нью-Йорку.

## Біографія

### Радянське життя
Під час радянської епохи сім'я Алли Павлової з 1961 року жила в Москві. У 1971 році Павлова вступає до Московського музичного училища Іпполітова-Іванова.
У 1972 році одружилась і народила дочку Ірину, яка стала російською критикинею і прозаїкинею.
У 1972 році Павлова пише свій перший музичний твір «Колискову для Ірини» для фортепіано, скрипки (або флейти) і вібрафона.
У 1975 році Алла Павлова завершила Московське музичне училище Іпполітова-Іванова. Після цього вступає до Державного музичного училища ім. Гнєсіних. В Державному музичному училищі ім. Гнєсіних вчилася у композитора Армена Шахбагяна. У роки навчання в Державному музичному училищі ім. Гнєсіних Павлова знайомиться з творчістю Ахматової, яка значно вплинула на багато її творів.
У 1983 році, після завершення Державного музичного училища ім. Гнєсіних, Павлова переїхала до столиці Болгарії Софії, де працювала в Спілці болгарських композиторів. У 1986 році, через три роки повернулася до Москви. З 1986 року, до переїзду в Нью-Йорк, працювала в Музичному товаристві Ради Росії. У 1990 році Алла Павлова їде в Нью-Йорк.

### Американське життя
Після переїзду до Нью-Йорку, протягом першої половини 1990-х Алла Павлова працює над невеликими за обсягом творами для фортепіано і створює для своєї дочки Ірини збірку п'єс для фортепіано за казками Ганса Християна Андерсена. У 1994 році Павлова створює свій перший визначний твір, Симфонія № 1 «Прощавай, Росія» для скрипки, віолончелі, фортепіано, флейти, і піколо. У 1994 році Симфонія № 1 «Прощавай, Росія» була виконана в Росії солістами Симфонічного оркестру Московської філармонії.
Над Симфонією № 1 «Прощавай, Росія» Павлова працювала протягом чотирьох років. 11 вересня 2001 року, Павлова, вражена терористичними нападами на Нью-Йорк, пише пісню в пам'ять про жертви терактів.
У 1998 році Павлова створює Симфонію № 2 Для нового тисячоліття, яка залишається найамбітнішим її твором. Симфонія № 2 Для нового тисячоліття стала переломним етапом у музичній кар'єрі Павлової. Після цього вона починає займатися великими оркестровими творами.
У 2000 році створює монументальну Симфонію № 3, що характеризується яскравою виразністю і вважається шедевром Павлової. У Симфонії № 3 Павлова до традиційних оркестрових інструментів додає гітару як барвистий елемент.
У 2002 році створює Симфонію № 4 і концерт для скрипки зі струнним оркестром. Наступні два роки працює над симфонічною сюїтою для балету Суламіф по сюжету оповідання Олександра Купріна.
У 2006 році Павлова створює Симфонію № 5. У 2008 році створює Симфонію № 6. У 2008—2009 роках працює над балетною сюїтою «Дюймовочка». У 2011 році створює Симфонію № 7 і Симфонію № 8.

## Роботи
Вплив на музику Алли Павлової зробили російські майстри ХХ століття (Сергій Прокоф'єв, Дмитро Шостакович, Сергій Рахманінов та ін.) Кожна з її робіт переплітається з російськими національними традиційними мотивами.
- 1972 — «Колискова для Ірини» для фортепіано, скрипки (або флейти) і вібрафона.
- 1974 — дві пісні на вірші Ахматової для сопрано та фортепіано.
- 1974 — «Ми любов» на вірші Алли Павлової для (меццо-сопрано) і квартету фортепіано.
- 1979 — «Сон» на вірші Анни Ахматової для сопрано та фортепіано.
- 1990 — п'єси для фортепіано за мотивами казок Ганса Християна Андерсена
- 1993 — «Зимовий ранок» на вірші Олександра Сергійовича Пушкіна для сопрано, віолончелі та флейти.
- 1994 — прелюдія для фортепіано «Для моєї матері».
- 1994 — «Літні замальовки» для фортепіано.
- 1994 — Симфонія № 1 «Прощавай, Росія» для камерного оркестру.
- 1995 — «Старий Нью-Йорк. Ностальгія» сюїта для фортепіано.
- 1997 — «Мені потрібен ти. Але я повинна піти» для скрипки, віолончелі, двох гітар і меццо-сопрано.
- 1998 — «Я вас любив», шедеври російської поезії для мецо-сопрано, скрипки та фортепіано.
- 1998 — елегія для фортепіано та струнного оркестру.
- 1998 — Симфонія № 2 «Для нового тисячоліття».
- 1998 — «Старий Нью-Йорк. Ностальгія» сюїта для струнного оркестру, перкусії альт-саксофона, тенор-саксофона і труби.
- 2000 — Симфонія № 3.
- 2002 — Симфонія № 4.
- 2002 — концерт для скрипки та струнного оркестру.
- 2003 — 2004 — сюїта для балету «Суламіф».
- 2003 — 2005 — «Суламіф», балет.
- 2006 — Симфонія № 5.
- 2008 — Симфонія № 6.
- 2008 — 2009 — сюїта для балету «Дюймовочка».
- 2011 — Симфонія № 7.
- 2011 — Симфонія № 8 (2011).

### Біографія
- Наксос — Алла Павлова [Архівовано 13 жовтня 2007 у Wayback Machine.]
- Членство в Нью -Йоркському союзі жінок композиторів [Архівовано 5 грудня 2006 у Wayback Machine.]
- Алла Павлова [Архівовано 17 травня 2014 у Wayback Machine.]
- Горюнова Ірина Стоянівна — дочка Алли Павлової, відомий російський критик і прозаїк
- Сайт Алли Павлової [Архівовано 12 серпня 2014 у Wayback Machine.]

### Музика
- Музичні композиції Алли Павлової
- Дискографія Алли Павлової
- Дискографія Алли Павлової [Архівовано 12 серпня 2014 у Wayback Machine.]
- Музика Алли Павлової [Архівовано 31 березня 2014 у Wayback Machine.]

### Інше
- Марки із зображенням Алли Павлової до 60-річчя композитора[недоступне посилання з липня 2019]
- Державний музичний коледж ім. Гнєсіних [Архівовано 19 березня 2017 у Wayback Machine.]